# Velîki Berejți, Kremeneț
Velîki Berejți (în ucraineană Великі Бережці) este localitatea de reședință a comunei Velîki Berejți din raionul Kremeneț, regiunea Ternopil, Ucraina.

## Demografie
Componența lingvistică a localității Velîki Berejți
     Ucraineană (98,42%)
     Rusă (1,48%)
Conform recensământului din 2001, majoritatea populației localității Velîki Berejți era vorbitoare de ucraineană (98,42%), existând în minoritate și vorbitori de rusă (1,48%).